# Dukes Highway
Der Dukes Highway ist eine Fernverkehrsstraße im Südosten des australischen Bundesstaat South Australia. Er verläuft über eine Länge von 192 km in Südost-Nordwest Richtung, beginnt an der Grenze zwischen South Australia und Victoria und endet in Tailem Bend am Murray River.
Der Dukes Highway ist Teil der wichtigen Straßenverbindung zwischen den Metropolen Melbourne und Adelaide. Diese Strecke gilt als die am zweithäufigsten befahrene Straße in Australien und verbindet die dicht bevölkerte Region im Südosten Australiens mit Süd- und Westaustralien.

## Geschichte
Der Dukes Highway und die meisten Ortschaften entlang des Highways entstanden in den 1850er-Jahren. Zu dieser Zeit wurde eine schnelle Straßenverbindung mit Versorgungsstationen von den Goldfeldern in Victoria nach Adelaide gebaut, um das geschürfte Gold in Adelaide zu verkaufen. Dort wurden höhere Preise für Gold gezahlt als in Melbourne. Dies war eine Reaktion der Regierung, da viele Arbeitskräfte zu den Goldfeldern abwanderten und die Wirtschaft in Südaustralien zum Erliegen zu kommen drohte.

## Verlauf
Der Dukes Highway beginnt an der Grenze zwischen Südaustralien und Victoria. Er ist die Fortsetzung des Western Highway (NA8), der aus Richtung Melbourne kommend bis an die Grenze nahe der Stadt Kaniva führt.
Von der Grenze aus verläuft der Dukes Highway in nordwestlicher Richtung und erreicht nach 18 km die Stadt Bordertown. Bordertown war an der Goldstraße die letzte planmäßig errichtete Station in South Australia. 45 km weiter nordwestlich, in der Stadt Keith, trifft der Riddoch Highway (A66) aus Richtung Süden kommend auf den Dukes Highway.
Ihr Ende hat die Fernstraße in Tailem Bend erreicht. Kurz vorher trifft der Dukes Highway mit dem von Osten kommenden Mallee Highway (B12) und dem Princes Highway (B1) aus Richtung Süden zusammen. Von Tailem Bend aus verläuft der Princes Highway – nun NA1 – weiter nach Adelaide.